# Ormosia zahnii
Ormosia zahnii är en ärtväxtart som beskrevs av Hermann August Theodor Harms. Ormosia zahnii ingår i släktet Ormosia och familjen ärtväxter. Inga underarter finns listade i Catalogue of Life.